# Edifici al carrer Gran, 9
L'Edifici al carrer Gran, 9 és una obra de Calldetenes (Osona) protegida com a Bé Cultural d'Interès Local.

## Descripció
Es tracta d'un edifici cantoner, de planta quadrangular, de planta baixa i dos pisos superiors i coberta a dos vessants. Conserva a la façana principal les obertures de llinda plana amb brancals de carreus de pedra. Destaquen dues llindes on hi ha inscrites a les llindes els anys 1666 i 1769.